# Sandra de Sequeiros Pereira
Sandra Cristina de Sequeiros Pereira (23 de junho de 1974) é uma jurista, deputada e política portuguesa. Atualmente é deputada na Assembleia da República pelo Partido Social Democrata e no passado também já o foi na XIII e XIV Legislatura. Tem uma licenciatura em Direito.
Além de deputada também já foi vereadora na Câmara Municipal de Odivelas.